# Heinrich Meibom (Mediziner)

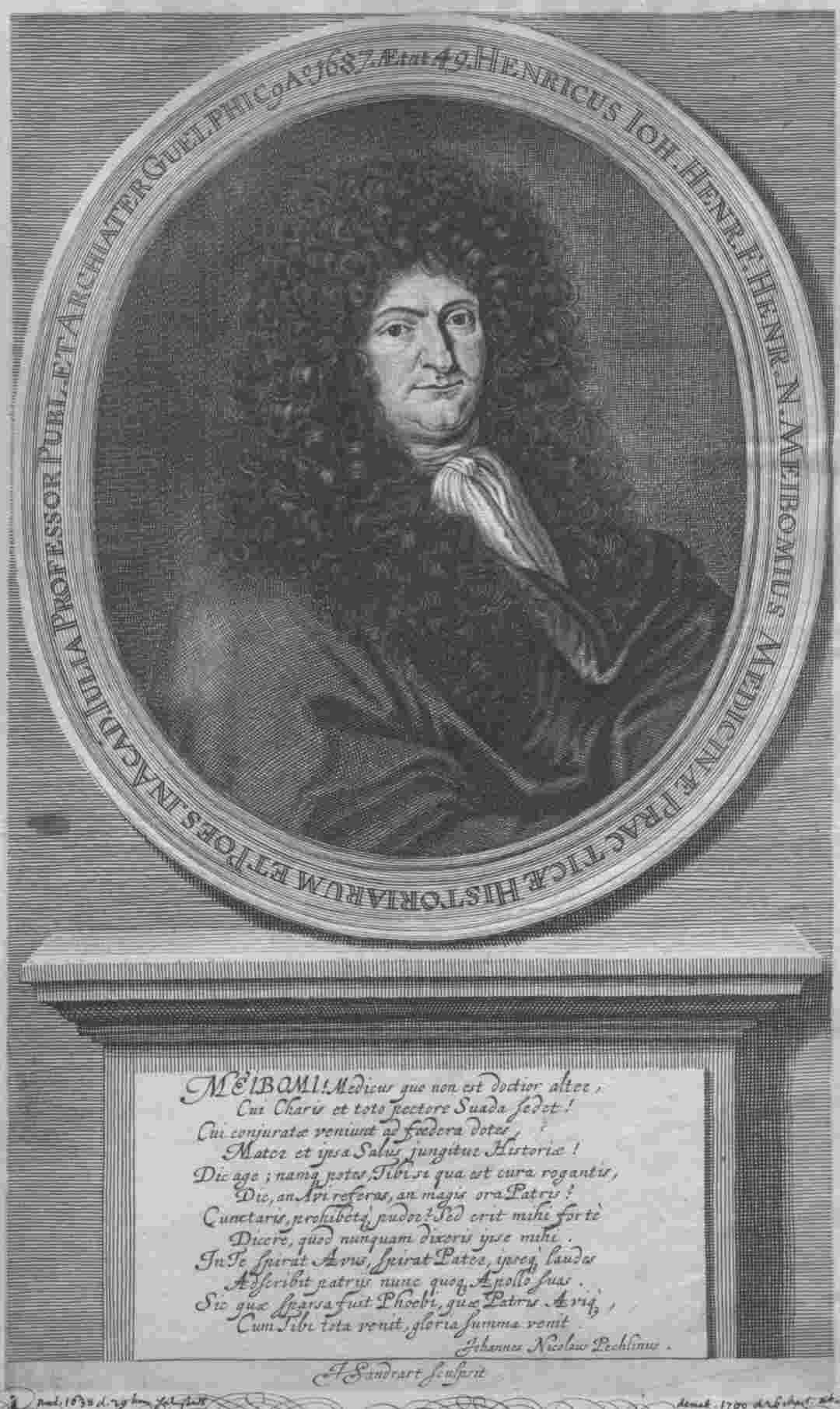
Heinrich Meibom (1687), Kupferstich von Jacob von Sandrart

Heinrich Meibom (* 29. Juni 1638 in Lübeck; † 26. März 1700 in Helmstedt) war ein deutscher Arzt, Medizinprofessor, Historiker und Gelehrter.

## Leben
Heinrich Meibom (der Jüngere) entstammte dem alten niedersächsischen Geschlecht Meibom und war ein Sohn des Arztes Johann Heinrich Meibom (1590–1655) sowie Enkel des Dichters Heinrich Meibom (der Ältere). Er hatte anfänglich Privatunterricht erhalten und die Schule in Lübeck besucht. 1655 begann er ein Studium an der Universität Helmstedt, wobei er die Vorlesungen von Georg Calixt besuchte. 1658 legte er sich auf ein Studium der Medizin fest, wozu er vor allem Tappen, Conring und Vogler hörte. 1659 setzte er seine Studien in Holland fort; dazu besuchte er die Universität Groningen und die Universität Leiden.
Zurückgekehrt in seine Heimat, wurde er 1661 zum außerordentlichen Professor der Medizin in Helmstedt berufen und unternahm anschließend wissenschaftliche Reisen nach Italien, Frankreich und England. 1663 erwarb er seinen Doktortitel in Angers (Frankreich). Erst 1664 trat er seine außerordentliche Professur in Helmstedt an. Im Jahr darauf wurde er zum ordentlichen Professor befördert. 1678 wurde er zusätzlich Professor für Geschichte und Poesie. Diese Positionen hatte er bis zu seinem Tode 1700 inne. Er hatte sich auch an den organisatorischen Aufgaben der Helmstedter Hochschule beteiligt. So war er zwölf Mal Dekan der medizinischen Fakultät und sieben Mal Vizerektor der Alma Mater. Er wurde in der Stephanikirche in Helmstedt begraben, wo seine Grabplatte erhalten ist.

## Familie
Meibom hatte sich am 30. August 1664 in Wolfenbüttel mit Anna Sophia (* 9. Juli 1640 in Hannover (Hildesheim); † 3. August 1727 in Helmstedt) getraut, der Tochter des  braunschweigischen Oberhofpredigers Brandanus Daetrius (4. Juni 1607 in Hamburg; † 22. November 1688 in Wolfenbüttel) und dessen erster Frau Elisabeth, Tochter des Ratsherrn in Helmstedt Heinrich Grobbecke und dessen Frau Magaretha Frölich. Sein Sohn Brandanus Meibom (1678–1740) wurde Professor für Pathologie, Semiotik, Botanik und Medizin. Aus der Ehe stammten sieben Söhne und drei Töchter. Von den Kindern sind bekannt:
- Elisabeth Meibaum († jung)
- Johannes Brandus Meibaum († jung)
- Johannes Heinrich Meibaum († jung)
- Catharina Maria Johanna Meibaum († jung)
- Daniel Heinrich Meibaum († 1698)
- Hermann Dietrich Meibom (1671–1745), Professor für Geschichte an der Universität Helmstedt
- Brandanus Meibom (1678–1740), Professur für Pathologie der Universität Helmstedt
- Clara Elisabeth Meibom, verheiratet mit dem königlich preußischen Kammerrat im Fürstentum Halberstadt Christoph Schwartze
- Heinrich Meibaum

## Werke
Meibom schrieb etwa 57 medizinische Abhandlungen. Bekannt ist Heinrich Meibom durch seine nach ihm benannte Entdeckung der Talgdrüsen in den Augenlidern, den Meibomschen Drüsen.
Darüber hinaus schrieb Heinrich Meibom lateinische Gedichte, die er mit den Werken seines gleichnamigen Großvaters Heinrich Meibom (Parodiarum horatianarum libri III et sylvarum libri II, 1588) als Rerum germanicarum scriptores 1688 herausgab.